# Ведовица
Ведовица је насељено мјесто у општини Нови Град, Република Српска, БиХ. Према попису становништва из 2013. у насељу је живјело 65 становника.

## Географија
Налази се на 180-330 метара надморске висине, површине 2,1 км², удаљено око 15 км од општинског центра. Припада мјесној заједници Мала Новска Рујишка. Разбијеног је типа, а засеоци су: Благојевићи, Карани, Марчете, Ољаче и Рађеновићи. Кроз атар, који се простире на побрђима Новске планине и Подгрмеча, протиче Ведовачки поток.

## Историја
Ведовица (Водовица) је 1879, имала 11 домаћинстава и 81 становника (православци); 1895. - 108 становника; 1921. - 103; 1948. - 153; 1971. - 106; 1991. - 61; 2013. - 19 домаћинстава и 65 становника (Срби). Бројније породице су: Благојевић, Зец, Каран, Мандић - славе Никољдан; Глиштра, Кривокућа, Марчета, Милошевић - Јовањдан; Дробац, Рађеновић, Ољача - Ђурђевдан, Према предању, први становници дошли су током 17. и 18. вијека из Старе Србије и Херцеговине, преко Далмације и Лике. Прво су дошле породице Благојевић, Дробац и Каран, а крајем 18. вијека породице Глиштра, Мандић и Рађеновић. Породице Зец, Марчета и Ољача, које су прогнане из Републике Хрватске, населиле су се 1995. године. Солунски добровољци били су Миле Рађеновић и Марко Каран, који је био и шпански борац. Према подацима СУБНОР-а, током Другог свјетског рата страдало је девет бораца НОВЈ и пет цивила, а спомен - комплекс погинулим из више мјеста налази се у селу Велика Рујишка. Током Одбрамбено-отаџбинског рата 1992-1995, погинуо је један борац ВРС. Становништво се углавном бави пољопривредом. Ђаци похађају основну школу у селу Мала Новска Рујишка и у Новом Граду. У атару постоје два гробља и црква. Село је добило електричну енергију, телефонске прикључке и локални водовод 1972, а 2012. почели су радови на прикључењу села на градски водовод Крупе на Уни.

## Становништво
| Националност       | 1991. | 1981. | 1971. | 1961. |
| Срби               | 61    | 75    | 106   | 140   |
| остали и непознато |       |       |       | 1     |
| Укупно             | 61    | 75    | 106   | 141   |

| Демографија | Демографија | Демографија |
| Година      | Становника  | Становника  |
| ----------- | ----------- | ----------- |
| 1948.       | 153         |             |
| 1953.       | 145         |             |
| 1961.       | 141         |             |
| 1971.       | 106         |             |
| 1981.       | 75          |             |
| 1991.       | 61          |             |

## Вјерски објекти
Црква Светог пророка Илије у Ведовици изграђена је на мјесту гдје је била црква брвнара из 1881. године. Темељ нове цркве освештан је 6. августа 1938, а црква 4. јула 1939. Обновљену цркву поново је освештао, 26. септембра 2009, епископ бањалучки Јефрем (Милутиновић).